# Бедарева, Надежда Прокопьевна
Надежда Прокопьевна Бедарева (1899—1982) — бригадир полеводческой бригады подсобного хозяйства имени Куйбышева Кузнецкого металлургического комбината, Герой Социалистического Труда (1948).

## Биография
Родилась в 1899 году.
С 1933 г. бригадир полеводческой бригады подсобного хозяйства имени Куйбышева Кузнецкого металлургического комбината посёлок Мир.
В 1948 г. её бригада получила 537 центнеров овощей (огурцы, помидоры, капуста, морковь) с 1 га на площади 10 га.
Герой Социалистического Труда (1948).
В 1950 г. награждена за получение высоких урожаев картофеля.
Умерла в 1982 году.